# Tupolev TB-3

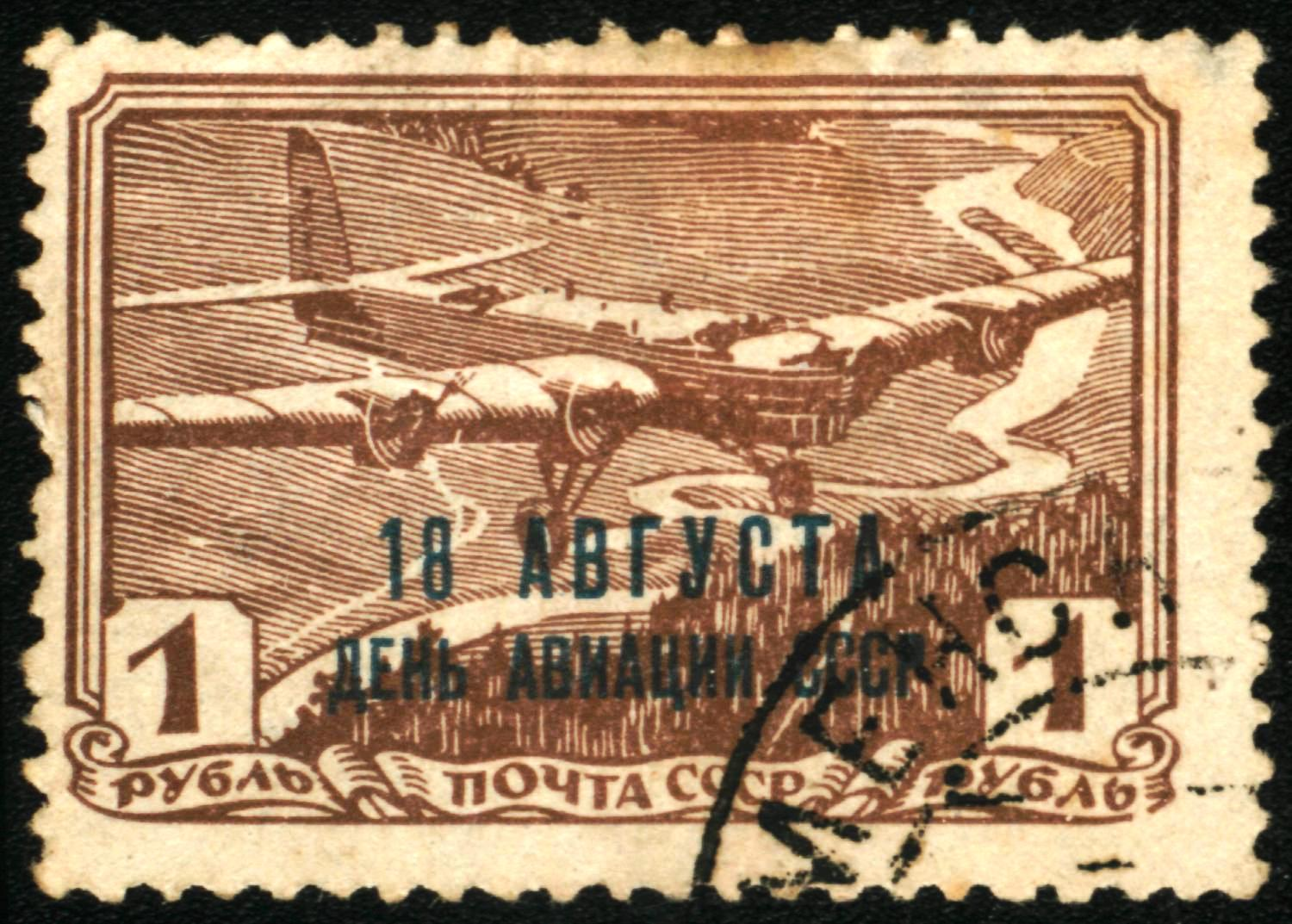
Timbru poştal sovietic din 1938 reprezentând un TB Tupolev-3. Supratipărit în 1939 la comemorarea din 18 august - ziua aviației URSS

Tupolev TB-3 (ru. Тяжёлый Бомбардировщик, Bombardier Greu; varianta civilă este ANT-6) a fost un avion bombardier greu care a fost desfășurat de către Forțele Aeriene Sovietice între anii 1930 și în timpul celui de al Doilea Război Mondial. Acesta a fost primul bombardier din lume care avea pe consola aripei câte patru motoare. În ciuda uzurii morale și chiar dacă a fost retras oficial din funcțiune în 1939, Tupolev TB-3 a efectuat bombardamente  și transporturi în timpul celui de al doilea război mondial. TB-3 a mai fost și purtătorul avioanelor de luptă din Proiectul Zveno și a transportat diverse tipuri de tancuri ușoare.